# Jobst Heinrich Koch
Jobst Heinrich Koch (* 17. Jahrhundert; † 18. Jahrhundert) war ein sächsischer Beamter. Er war 1708 zunächst Amtsadjunkt und anschließend Amtsverweser des sächsischen Amtes Sangerhausen. Sein Sohn Christoph Friedrich Koch folgte ihm im Amt.